# Зейдгорн
Зейдгорн (нід. Zuidhorn) — місто та колишня громада на півночі Нідерландів, у провінції Гронінген. 
Площа становила 128,37 км². Населення —19 046 мешканців (станом на 30 вересня 2018 року).
Через муніципальну реорганізацію 1990 року до громади були приєднані території сусідніх Олдегофе, Грейпскерка й Адуарда. 1 січня 2019 року Зейдгорн разом із громадами Гротегаст, Лек і Марум об'єдналися у нову громаду Вестерквартір.

## Загальні відомості
Перше поселення на території Зейдгорна існувало в період кам'яної доби. Перша згадка селища, яке тоді йменувалось Горум, датована 1338 роком. Назва Зейдгорн вперше згадана у 1392 році.
До 1990 року громада складалася з основних сіл Зейдгорн і Брілтіл, а також невеликих селищ Діпсвал, Нордербюре, Нордгорнерга, Нордгорнертолгек та Оксверд.
Громада була географічно та економічно частиною Вестерквартір та спочатку орієнтована на сільське господарство. З відкриттям у 1866 році залізничної станції, розвитком дорожнього сполучення, збільшенням мобільності автомобілів, а також скороченням чисельності робочих місць у сільському господарстві громада все більше перетворювалася на передмістя, зосереджене на місті Гронінген.

## Населені пункти
Під час існування окремого муніципалітету Зейдгорн до його складу входили населені центри:
Алсум, Адуард, Болмагаузен, Барнверд, Брілтіл, Де-Кампе, Де-Пофферт, Де-Раухевард, Ден-Гам, Ден-Горн, Діпсвал, Електра, Енглюм, Франсум, Фрітум, Гайкемадайк, Гайкемавер, Гаркоуке, Грейпскерк, Гіребюре, Гук'є, Гогемейден, Гюмстерланд, Ікум, Кенверт, Коммерзейл, Коргорн, Лахемейден, Ламмербюре, Лауерзейл, Нігофе, Ніуклап, Нізейл, Нордербюре, Нордгорн, Нордгорнерга, Нордгорнертолгек, Оксверд, Олдегофе, Пама, Пітерзейл, Раухезонд, Сааксум, Селверд, Спаньярдсдайк, Стейнтіл, Фісфліт, Вірумерсгау, Зейдгорн.

## Природа

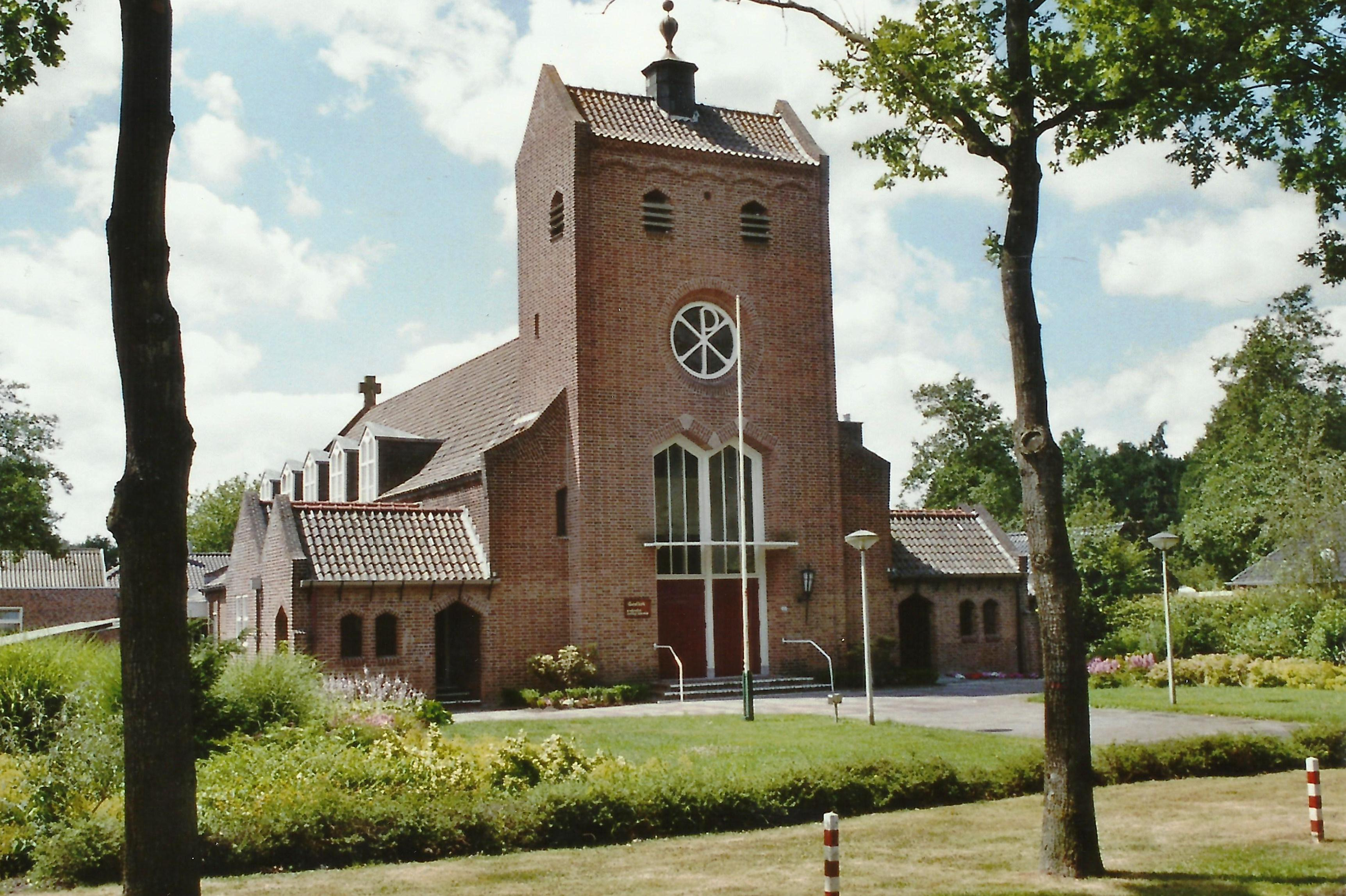
Реформатська церква міста Зейдгорн

У центрі Зейдгорна знаходиться великий парк під назвою Парк Йохана Сміта, який пропонує широкий вибір розваг для жителів і туристів. Поруч із ним розміщені дитячий майданчик і футбольне поле. Більшу частину року парком гуляють шотландські корови.
В районі Зейдгорна часто зустрічаються терпи. Територія навколо міста Зейдгорн майже повністю вкрита травою.

## Динаміка населення
- 1960 — 2 234 мешканці
- 1971 — 3 150 мешканців
- 1995 — 5 820 мешканців
- 2000 — 6 365 мешканців
- 2005 — 6 470 мешканців
- 2010 — 6 820 мешканців
- 2012 — 7 005 мешканців
- 2013 — 7080 мешканців

## Транспорт

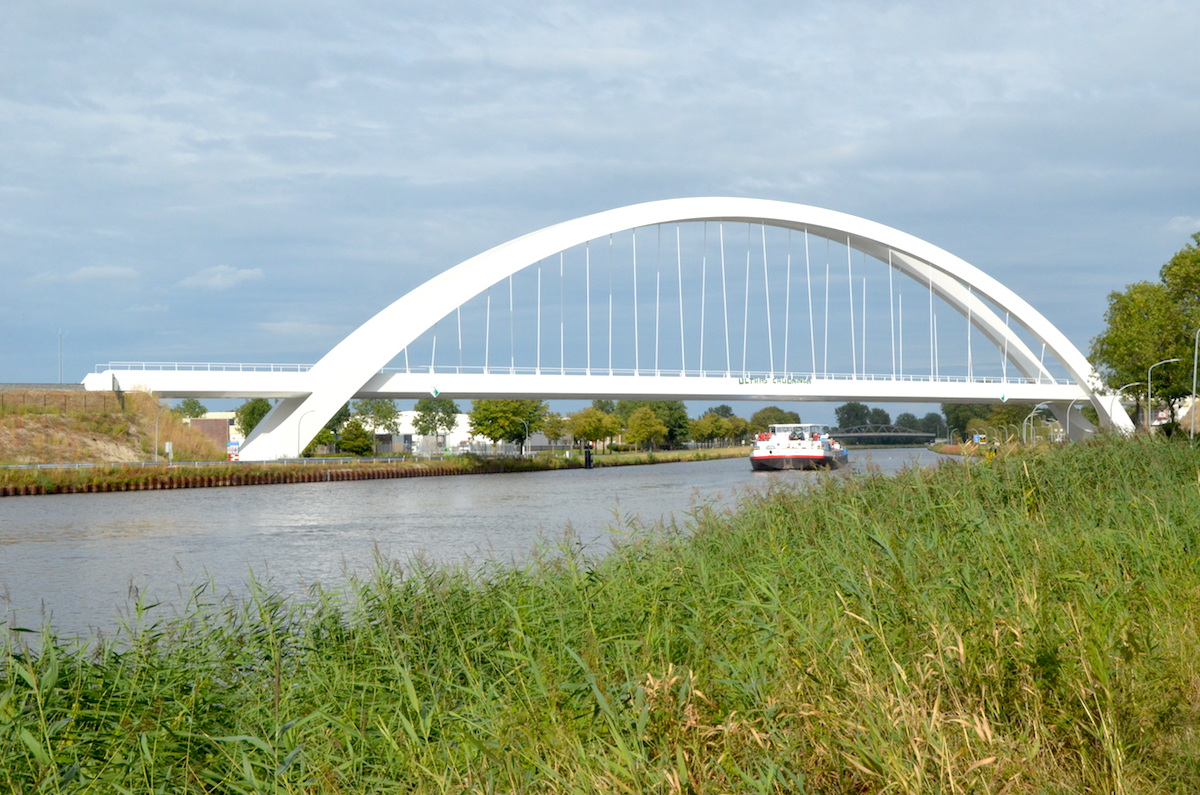
Залізничний міст у Зейдгорні через канал Фан Старкенборх

У Зейдгорні є дві залізничні станції: Зейдгорн і Грейпскерк. Щонайменше шогодини через них проходить поїзд Гронінген—Леуварден. У будні дні поїзди в Зейдгорні зупиняються два рази на годину. До 1991 року на цій лінії була третя станція — Вісвліт.
Має 10 автобусних маршрутів.

## Політика
Із жовтня 2017 року до розпуску громади виконувачем обов'язків мера була Гретьє де Фріс-Легедур від партії ХДЗ.
| Партія              | 1994 | 1998 | 2002 | 2006 | 2010 | 2014 |
| ХДЗ                 | 4    | 5    | 6    | 4    | 4    | 4    |
| Християнський союз* | 4    | 4    | 3    | 4    | 4    | 4    |
| Зелені ліві         | 1    | 1    | 2    | 3    | 3    | 3    |
| Партія праці        | 3    | 4    | 4    | 4    | 3    | 2    |
| Демократи 66        | 2    | -    | -    | -    | 1    | 2    |
| VVD                 | 3    | 3    | 2    | 2    | 2    | 2    |
| Усього              | 17   | 17   | 17   | 17   | 17   | 17   |

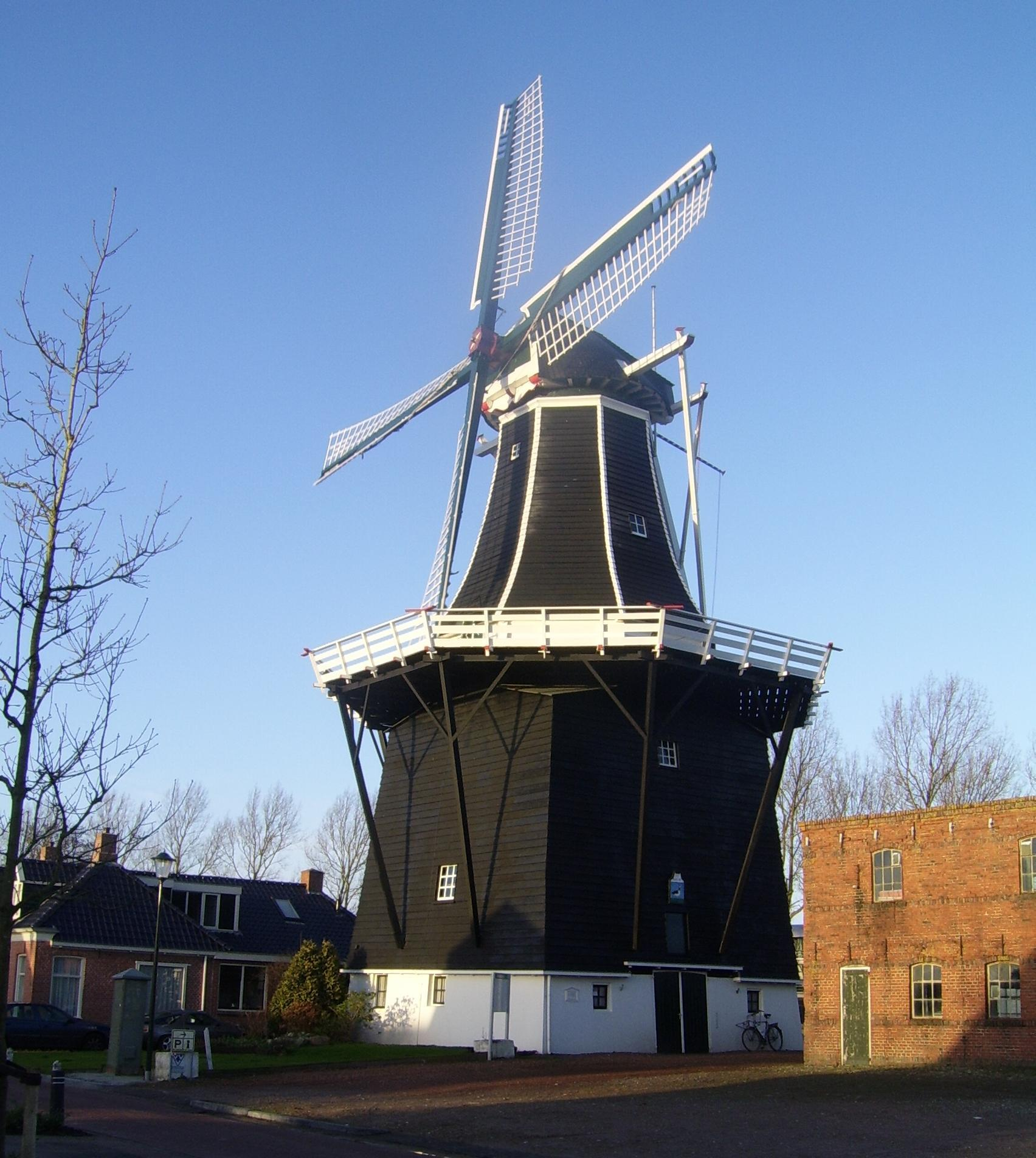
Вітряк у Грейпскерку

* Християнський союз у 1994 та 1998 роках був представлений одним із його попередників — Реформованим політичним альянсом.

## Культура
На теренах колишньої громади існує культурний ландшафт Гумстерленд.

## Відомі мешканці
Іспанський політик XVIII століття Хуан Гільєрмо Ріпперда народився у селі Олдегофе.